# Max Sørensen

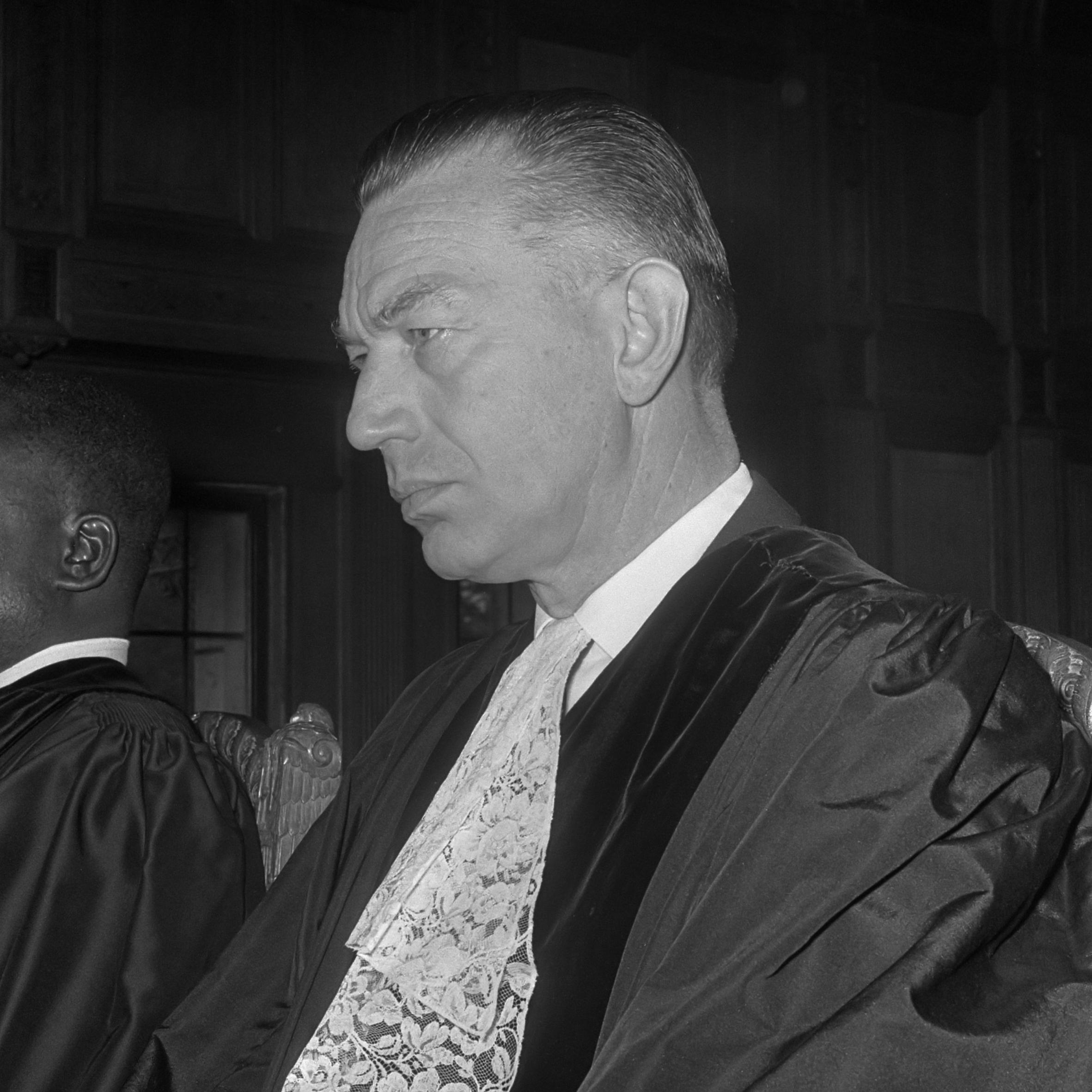
Max Sørensen (1968)

Max Sørensen (* 19. Februar 1913 in Kopenhagen; † 11. Oktober 1981) war ein dänischer Diplomat und Völkerrechtler.

## Leben
Der Sohn eines Großhändlers studierte an der Universität Kopenhagen und am Genfer Hochschulinstitut für internationale Studien Rechtswissenschaft und fand 1938 eine Anstellung beim dänischen Außenministerium. 1940 ehelichte er Ellen Jacobsen, die Tochter eines Generalmajors. Im Rahmen seiner Tätigkeit im auswärtigen Dienst wirkte er 1943 als Gesandtschaftsattaché in Bern und 1944 als Legationssekretär in London. 1945 wurde er im Außenministerium zum stellvertretenden Abteilungsleiter befördert.
Diesen Posten verließ Sørensen zwei Jahre später, um fortan als ordentlicher Professor Völker- und Verfassungsrecht an der Universität Aarhus zu lehren. Im Vorjahr hatte er zum Doktor der Rechte promoviert. Der internationalen Politik blieb er in vielfältigen Funktionen erhalten. 1949 gehörte er der dänischen Delegation zur Konferenz von London an, auf der mit dem Londoner Zehnmächtepakt die Gründung des Europarats beschlossen wurde. Zwischen 1949 und 1951 vertrat er Dänemark in der UN-Menschenrechtskommission, ab 1954 leitete zwei Jahre lang deren Unterkommission zur Verhinderung von Diskriminierung und für Minderheitenschutz und saß zudem bis 1964 in einem Komitee, das sich mit der Anwendung der ILO-Konventionen befasste.
Im Jahre 1955 wurde er in die Europäische Kommission für Menschenrechte berufen, welcher er ab 1967 präsidierte und bis 1972 angehörte. Ab 1956 fungierte er gleichermaßen bis 1972 als Rechtsberater im dänischen Außenministerium. Bei den ersten beiden Seerechtskonferenzen der UNO in den Jahren 1958 und 1960 stand er der dänischen Abordnung vor. Von den Regierungen Dänemarks und der Niederlande wurde er als Ad-hoc-Richter am Internationalen Gerichtshof für die Streitsachen in Bezug auf den Festlandsockel unter der Nordsee (1968–1969) bestimmt. An der Universität Arhus wurde er 1972 emeritiert.
1973 übernahm er das Richteramt am Europäischen Gerichtshofs an, das er bis 1979 ausübte. Im darauffolgenden Jahr wurde er zum Richter am Europäischen Gerichtshof für Menschenrechte ernannt. Sørensen war der erste von insgesamt vier Juristen, die an beiden Institutionen Recht sprachen. Er starb 1981 im Alter von 68 Jahren.
Er war Mitglied des Ständigen Schiedshofes, des Instituts für Völkerrecht sowie der Kuratorien des Max-Planck-Instituts für ausländisches öffentliches Recht und Völkerrecht und der Haager Akademie für Völkerrecht. An letzterer hielt er zwei Gastvorlesungen zu den Themen „Le Conseil de L’Europe“ (1952) und „Principes de droit international public“ (1960).

## Werk
Bereits im Alter von 19 Jahren veröffentlichte Sørensen seinen ersten juristischen Aufsatz mit dem Titel „La prescription en droit international“. Als seine wichtigsten Werke gelten „Les sources du droit International“ (1946) und seine Vorlesung „Principes de droit international public“ an der Haager Akademie für Völkerrecht (1960). Er war Herausgeber des Völkerrechtslehrbuchs „Manual of Public International Law“, das Beiträge von Juristen aus zwölf Ländern enthielt, und gehörte dem Redaktionskomitee des „Yearbook of the European Convention on Human Rights“ an.

## Auszeichnungen
- Ehrendoktorwürde der Christian-Albrechts-Universität zu Kiel (1964)
- Ehrendoktorwürde der Universität Straßburg